# Petitierecht
Het petitierecht is het recht van een burger of een groep burgers om bij officiële instanties als de regering of het parlement een verzoek in te dienen. Zo'n verzoek wordt een petitie of verzoekschrift genoemd.
De petitie is een instrument voor burgers om volksvertegenwoordigers een signaal te geven dat hun handelen noodzakelijk is.
Het petitierecht is in veel landen wettelijk vastgelegd.
Populair is de e-petitie, een petitie die online steunbetuigingen krijgt.

## Nederland
In Nederland is het petitierecht grondwettelijk vastgelegd in artikel 5 van de Grondwet:
„Ieder heeft het recht verzoeken schriftelijk bij het bevoegd gezag in te dienen.”
Een vergelijkbaar recht is het burgerinitiatief, maar een burgerinitiatief vereist wel 40.000 handtekeningen.

## België
In België is het petitierecht grondwettelijk vastgelegd. In het bijzonder is het indienen van petities of verzoekschriften in Vlaanderen goed uitgewerkt.

### Federaal
De Belgische Grondwet voorziet het volgende in artikel 28:
„Ieder heeft het recht verzoekschriften, door een of meer personen ondertekend, bij de openbare overheden in te dienen.”
„Alleen de gestelde overheden hebben het recht verzoekschriften in gemeenschappelijke naam in te dienen.”
Wat betreft de Federale Kamer en de Senaat worden de volgende beperkingen opgelegd in artikel 57:
„Het is verboden in persoon aan de Kamers verzoekschriften aan te bieden.”
„Elke Kamer heeft het recht de bij haar ingediende verzoekschriften naar de ministers te verwijzen. De ministers zijn verplicht omtrent de inhoud uitleg te verstrekken, zo dikwijls als de Kamer het eist.”
Het artikel werd in 1831 in de grondwet (toen artikel 21 en 43) gelast ter compensatie voor het feit dat toentertijd nog geen sprake was van het algemeen enkelvoudig stemrecht, maar van een cijnskiesrecht.

### Vlaanderen
Sinds 1998 is het mogelijk om verzoekschriften in te dienen bij het Vlaams Parlement. De rechten van de ondertekenaars zijn in dit decreet formeler uitgewerkt. Men stelt er dat „een verzoekschrift of een petitie een brief is, gericht aan het Vlaams Parlement of aan de voorzitter van het Vlaams Parlement, waarin iemand een verzoek formuleert. Het recht om verzoekschriften in te dienen, heet het petitierecht.”
De reglementering van het petitierecht bij het Vlaams Parlement garandeert onder meer een recht op antwoord binnen zes maanden na indiening van het verzoekschrift. Ook heeft de eerste ondertekenaar van een verzoekschrift dat ingediend wordt door ten minste vijftienduizend verzoekers, het recht gehoord te worden. In september 2009 werd een verzoekschrift ingediend om de verzoeker toe te staan een repliek te leveren op het antwoord van de bevoegde minister voor een parlementaire commissie een advies formuleert. De parlementsvoorzitter Jan Peumans was van oordeel dat het enkel de taak is van de Vlaamse volksvertegenwoordigers – en niet van de indiener van een verzoekschrift – om in debat te treden met de Vlaamse Regering.
Het meest succesvolle verzoekschrift bij het Vlaams Parlement vroeg om de erkenning van de Vlaamse Gebarentaal. Men verzamelde eind 2004 in minder dan vier maanden tijd 71.330 handtekeningen.
In de Vlaamse gemeenten is het petitierecht van toepassing sinds 1 januari 2007. Het is opgenomen in het gemeentedecreet van 15 juli 2005. In 2004 schreef parlementslid Dirk Holemans hiervoor een voorstel van decreet. Alhoewel dit recht vermeld werd in de grondwet, bleef het tot dan voor de burger onmogelijk om er ten aanzien van de gemeenteraad gebruik van te maken.

## Verenigde Staten van Amerika
In de Verenigde Staten van Amerika bevat het First Amendment op de Amerikaanse Grondwet een Petition Clause. Deze clausule geeft de bevolking het recht...
„de overheid formeel te verzoeken klachten in behandeling te nemen.” (vert.: to petition government for a redress of grievances.)
Op dit recht wordt ook het recht om rechtszaken tegen de overheid aan te spannen gebaseerd.

## Voetnoten
1. 1 2  vlaamsparlement.be - Verzoekschriften
2. ↑  Verzoekschriften: uitgebreide informatie
3. ↑  Vlaams Parlement stuk 220, Verzoekschrift over het recht op repliek voor de indiener van een
verzoekschrift
4. ↑  Voorstel van decreet - stuk 2077. Gearchiveerd op 8 mei 2014. Geraadpleegd op 8 mei 2014.
5. ↑  (en) thefreedictionary.com - Redress of grievances